# Pangako Sa 'Yo
Pangako Sa 'Yo (La Promesa) es una serie de televisión filipina transmitida por ABS-CBN desde el 13 de noviembre de 2000 hasta el 20 de septiembre de 2002. Está protagonizada por Jericho Rosales y Kristine Hermosa.

## Elenco

### Elenco principal
- Kristine Hermosa como Yna Macaspac-Buenavista.
- Jericho Rosales como Angelo Buenavista.
- Eula Valdez como Amor de Jesus-Powers (después Buenavista).
- Jean García como Claudia Zalameda-Buenavista (después Barcial).
- Tonton Gutiérrez como Eduardo Buenavista (gobernador).
- Jestoni Alarcon como Diego Buenavista.
- Amy Austria como Lourdes Magbanua Buenavista.

### Elenco secundario
- Patrick García como Jonathan.
- Jodi Sta. Maria como Lia Buenavista.
- Vanessa Del Bianco como Bea Bianca Bejerrano.
- Eva Darren como Belen Macaspac.
- Cris Daluz como Francisco "Isko" Macaspac.

## Versiones
- Pangako Sa 'Yo (2015-2016) - Protagonizada por Daniel Padilla, Kathryn Bernardo, Jodi Sta. Maria, Angelica Panganiban y Ian Veneracion.